# اووک ریج نورت (تگزاس)
اووک ریج نورت، تگزاس (به انگلیسی: Oak Ridge North, Texas) یک شهر در ایالات متحده آمریکا با جمعیت ۲٬۹۹۱ نفر است که در تگزاس واقع شده‌است.

## موقعیت جغرافیایی
موقعیت جغرافیایی شهرها و مناطق اطراف به شرح زیر است: